# 盾

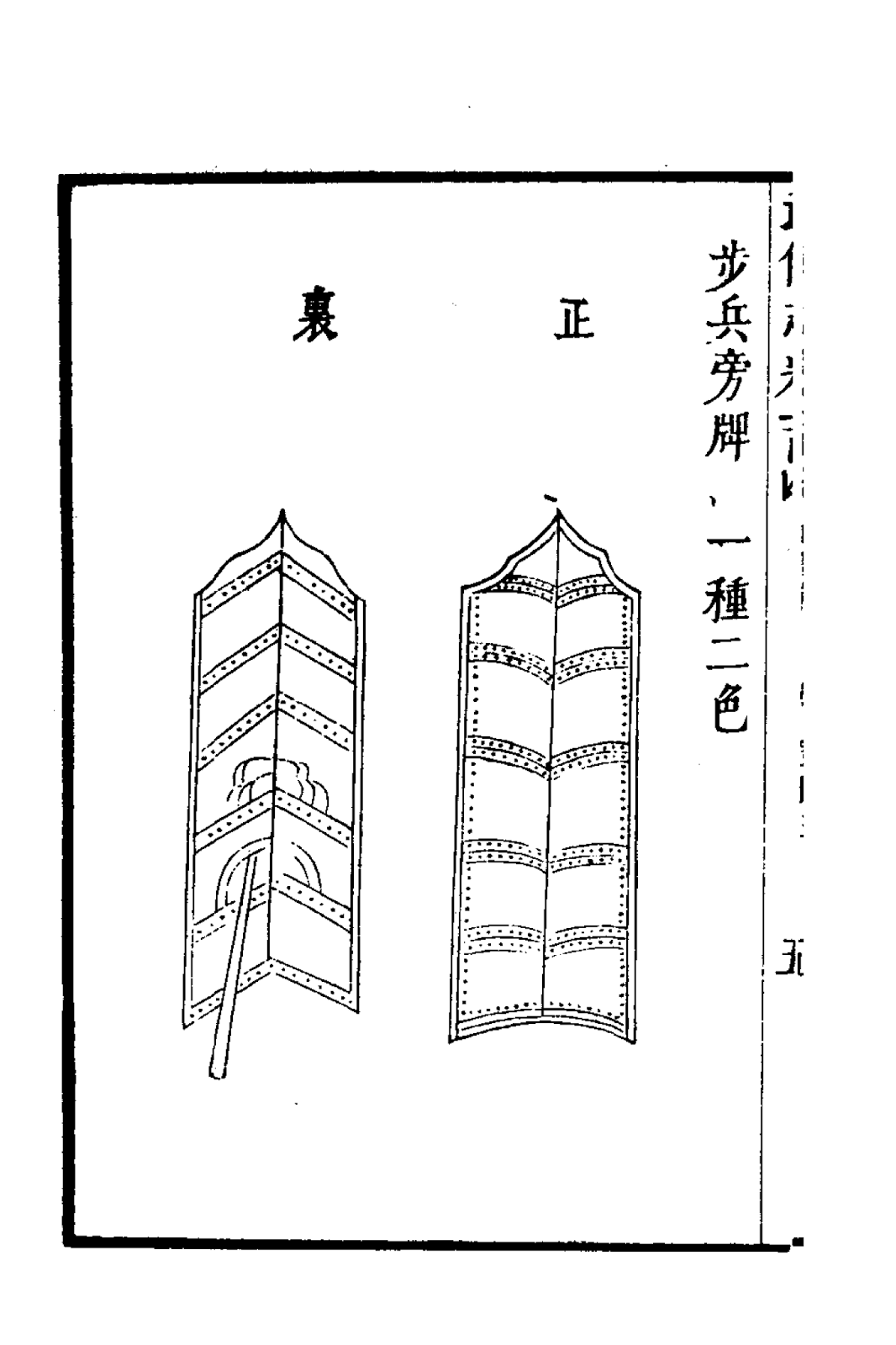
《武備志》步兵旁牌

盾，或稱干、楯、牌、盾牌，是一種保護裝備，和盔甲一樣用於武裝衝突中。
各種盾的大小相差可以很大，有的大到可覆蓋整個身體，小的則只適用於近身交戰。盾的厚度亦有分別，分別於厚的能夠保護軍人免受矛、弩甚至槍傷，薄的則只能阻檔刀刃。主要用來阻擋外來攻擊，包括可阻截箭，或擋開刀劍、槌和戰斧的攻擊。與盔甲不一樣的是盔甲穿身上，而盾常持手上。

## 概論

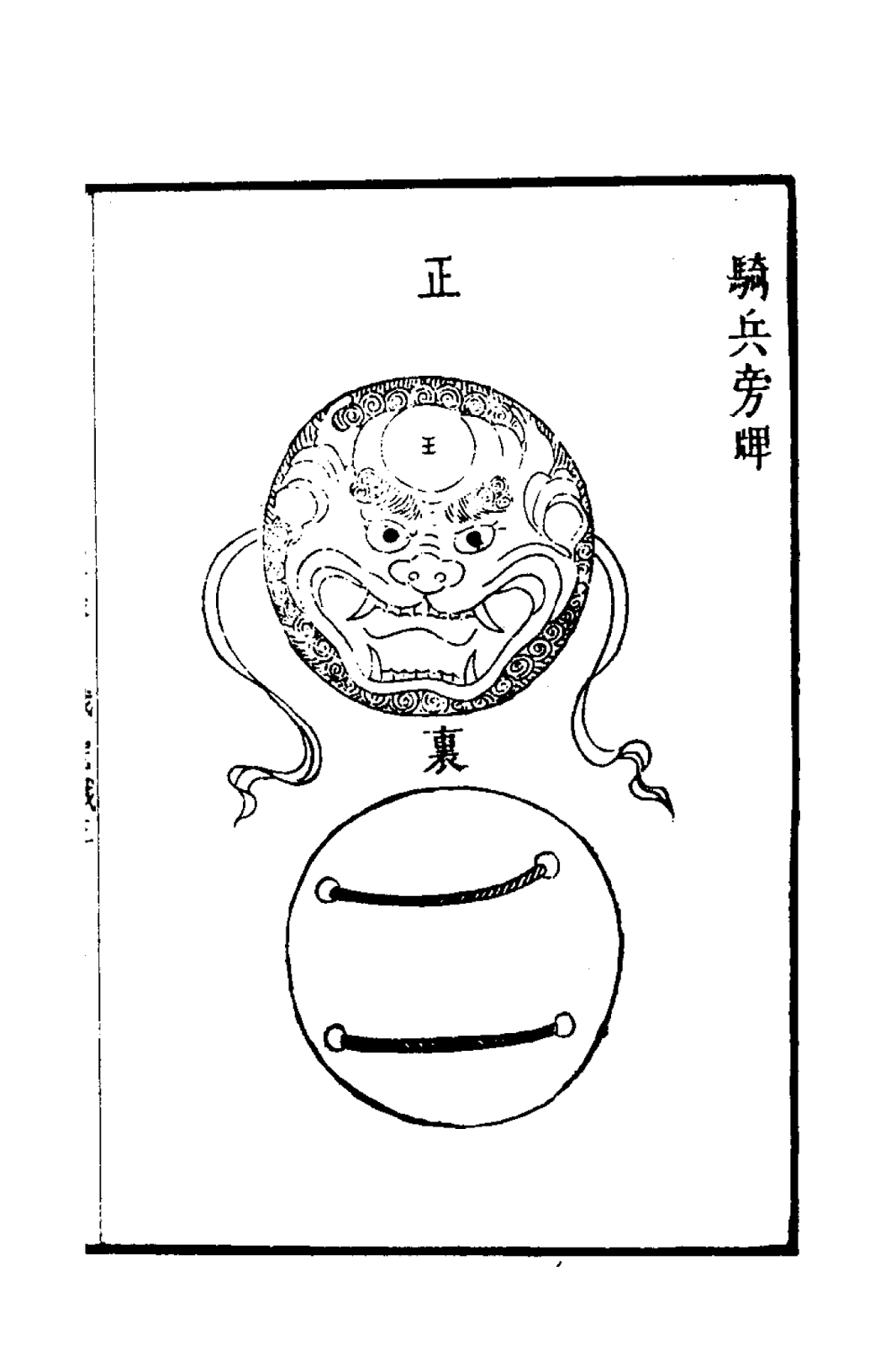
《武備志》騎兵旁牌

最古老的盾是用來阻擋手持武器攻擊的保護物，例如劍、斧和錘，以及長距離武器，如矛和箭。隨著時間和地區轉移，盾已經演化出許多不同的種類。有些盾由金屬製成，但木頭或動物皮革所製的盾更為普遍，而且柳條甚至龜殼也曾被用於製盾。許多現存的金屬盾牌，大多都被用作收藏或紀念用途多於實用性質，例如出土於青銅器時期的Yetholm-type shields和鐵器時期的Battersea shield。
盾的尺寸和重量也有著巨大的變化，輕步兵依賴速度和出其不意，他們大多攜帶小而薄的輕盾。重裝部隊裝備大型重盾以保護身體的大部分。許多盾有一根皮做帶子，讓使用者在不用時或者在乘騎時掛於身後。許多古代盾牌的設計還擁有凹凸位，有着可相互拼合的特色。這能在盾上裝上矛枝並由這個凹凸位中伸出，從而有助於使出，要求士兵緊密站攏而形成一面牆的盾牆戰術。

## 歷史

### 東亞
中國地區先秦時期就已使用干，並與戈合稱作為兵器的通稱。

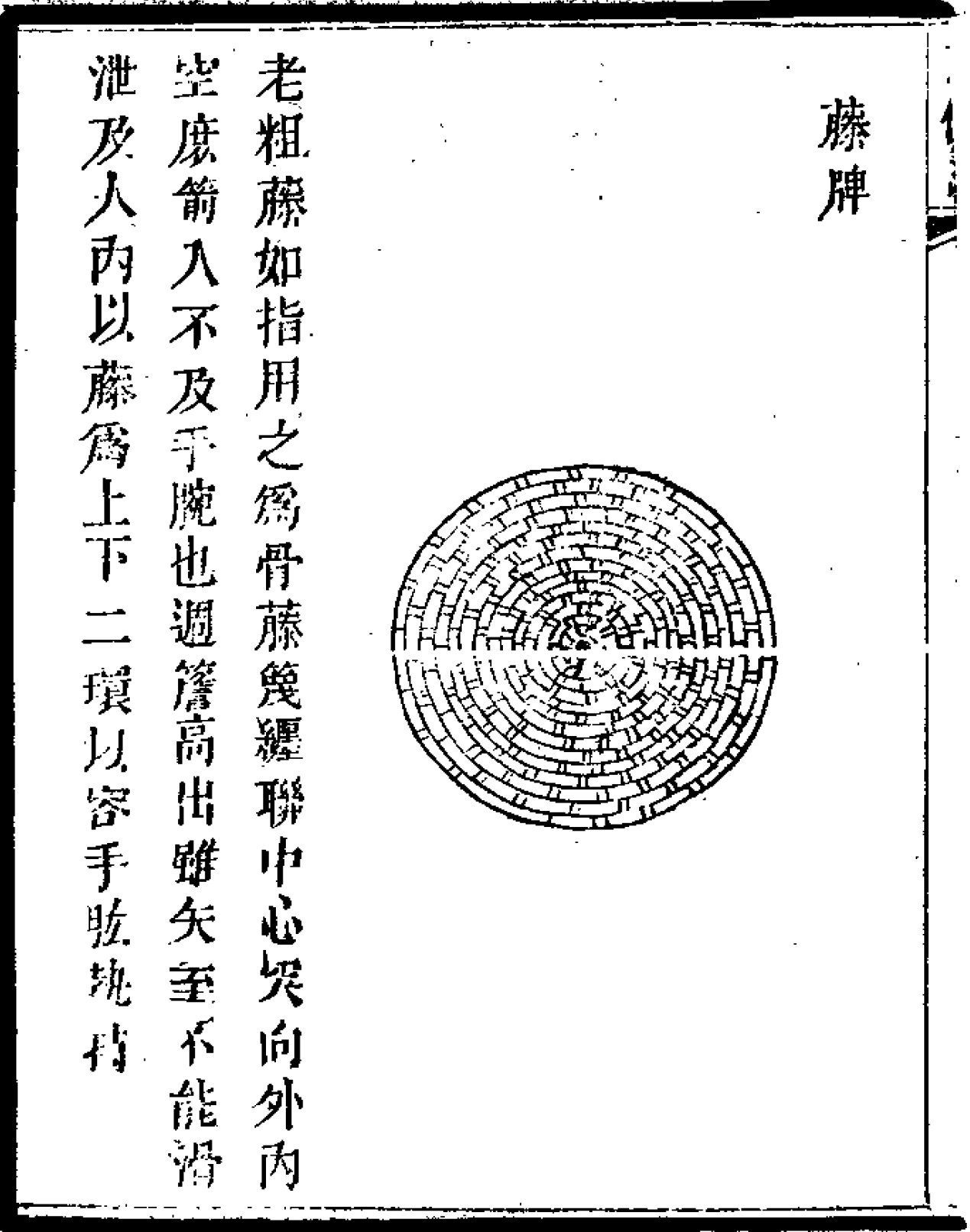
《武備志》藤牌

明代兵書《武備志》記載，步兵使用長型盾牌，騎兵使用圓型盾牌。《練兵實紀雜集》卷五中記載，藤牌直徑為二尺五寸以上、三尺以下（約80至96公分），重量為五斤以上、九斤以下（約3至5.4公斤），用上下二環作為把手，中心突向外，四周高起。
操作上一般配合腰刀使用，並以《紀效新書》中所載的八勢為主流。

### 中東
在公元前14至13世紀，擔任埃及法老拉美西斯二世傭兵的施尔登人会利用大型或小型圓盾對抗赫梯。

### 歐洲

#### 古典時期

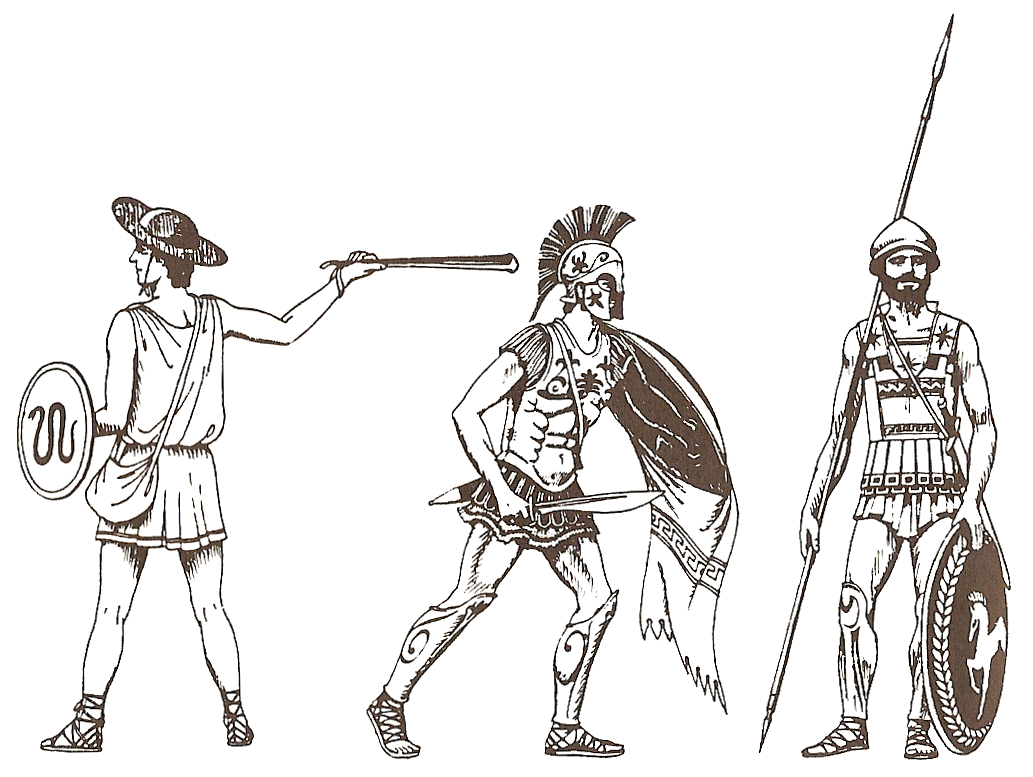
希波战争中的希臘士兵。圖左：希臘投石兵；圖右：兩位希臘重裝步兵，其中左邊一位的盾牌下方有一道用作阻擋弓箭的布簾。

在歐洲，古希臘的重裝步兵會使用圓缽狀的木製阿斯庇斯圆盾。重裝的羅馬軍團士兵常攜帶可提供更多保護的長鱗盾，但是這樣使迅速移動變得困難。這種盾的外形原為橢圓，但弧型的頂部及邊端逐漸地被切去以產生常見於早期帝國軍團（Imperial legions），更為人熟悉的長方形狀。羅馬人用他們的盾牌創造了著名的龜甲防御陣式。於此戰陣中，整組士兵會緊緊包圍住，形成一個防禦盒狀以對抗長距離武器的攻擊。

#### 中世紀

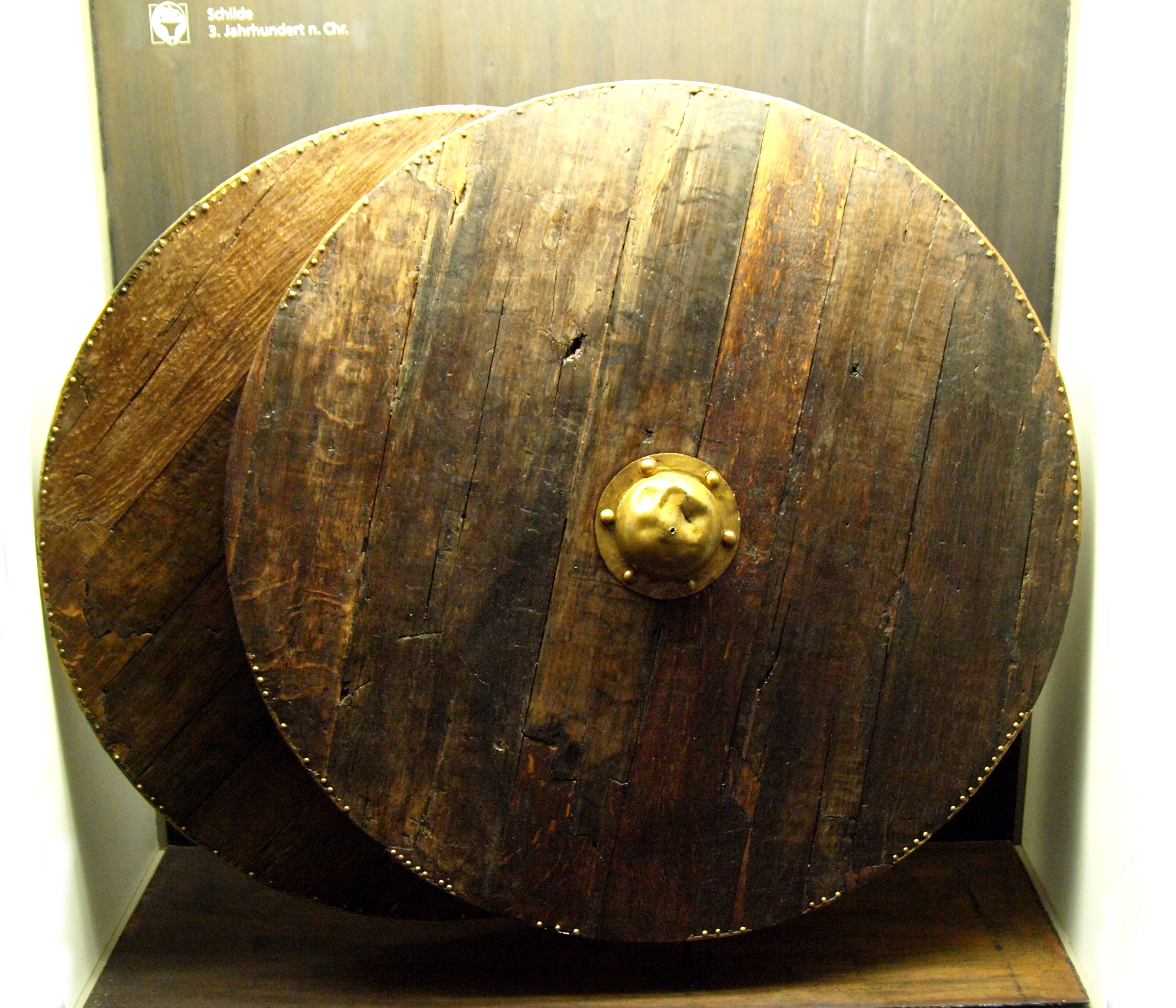
兩個於德國出土的圓木盾（約公元3世紀）。

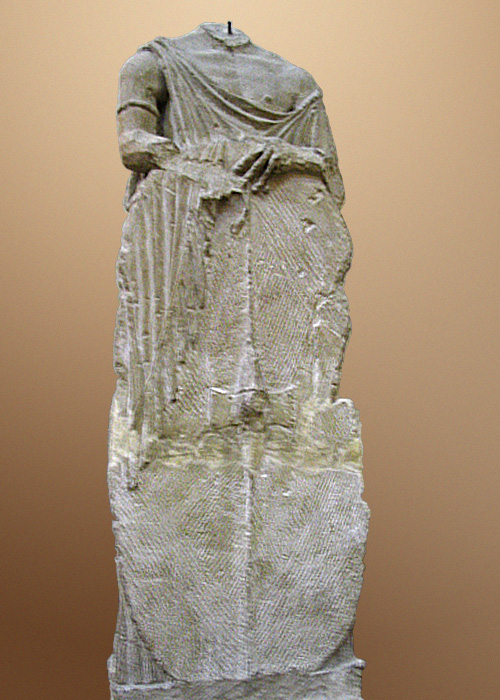
一個雕像表達一個高盧式盾牌有著蒼蠅的裝飾。

於中世紀早期，鳶盾在歐洲被廣泛使用。這種盾頂部呈圓形而底部呈錐形，它們容易於馬背上使用，而且亦使下馬時腿部移動得更容易。塔盾常用於前線士兵，通常用於持短矛的矛兵。最大型的盾幾乎有一個人高，也更加闊。這種盾在對抗遠程攻擊時能提供近乎完美的防御。不過，大多數更小的，每次已能夠保護約三分之二的身體。隨著單兵裝甲的提昇，騎士盾變得更小，引致尖底風格的設計被泛用。鳶盾和尖底盾是以多層薄片木材製成，於橫截面會有微彎。 尖底風格啟發出在現今西方仍廣泛使用的盾徽。最終，盾發展出各種特製的外形，例如擁有能幫助使用長矛的切口位，用於戰鬥或馬上比武大會的凹圓邊設計「bouche」。另外有一種可以豎立地上的大盾，它被中世紀的弩箭射手在重新裝箭時用來提供保護。
隨着時間過去，有些裝甲步行騎兵放棄了盾，從而使用雙手武器以追求速度 。其它的骑士和普通士兵则选用小圓盾。這種小圓盾直徑通常在20到40公分之間，属于極少數全金屬制的盾牌之一。体积小且质轻的小圓盾容易攜帶並掛於腰帶上；它并不能有效地抵御投射物，通常留作肉搏战时使用。不過，小圓盾除了可以格挡肉搏武器外，还可以用来重击敌人。小圓盾也被稱作「拳擊盾」（punching shields），因为通常士兵使用此盾重击敌人缺少头盔保护的鼻子，使对方晕眩然后短劍击杀。直到16世纪之前，小圓盾的使用仍很流行。在意大利，targa圓盾，帕爾馬圓盾及rotella小圓手盾常被平民、劍士甚至騎士使用。盾在高度上的改進是在 15世紀的文艺复兴期间。在這時期我們可以找到上述所有意大利和德國的設計。這時期的盾長度由人的肩膀到膝蓋。在外形上，它們中間較闊，並逐漸向頂部及底部收窄和變尖，因此它較塔盾輕，從而方便攜帶者揮動武器而又不失其保護能力。
儘管火藥武器令盾幾乎消失於戰場之中，盾仍然繼續被使用。於18世紀，蘇格蘭氏族使用一種能有效地對抗該段時期火槍的小圖盾（targe），即使它被認為較常用於近身戰鬥時對抗英國步兵的刺刀和騎兵的劍。

### 非洲

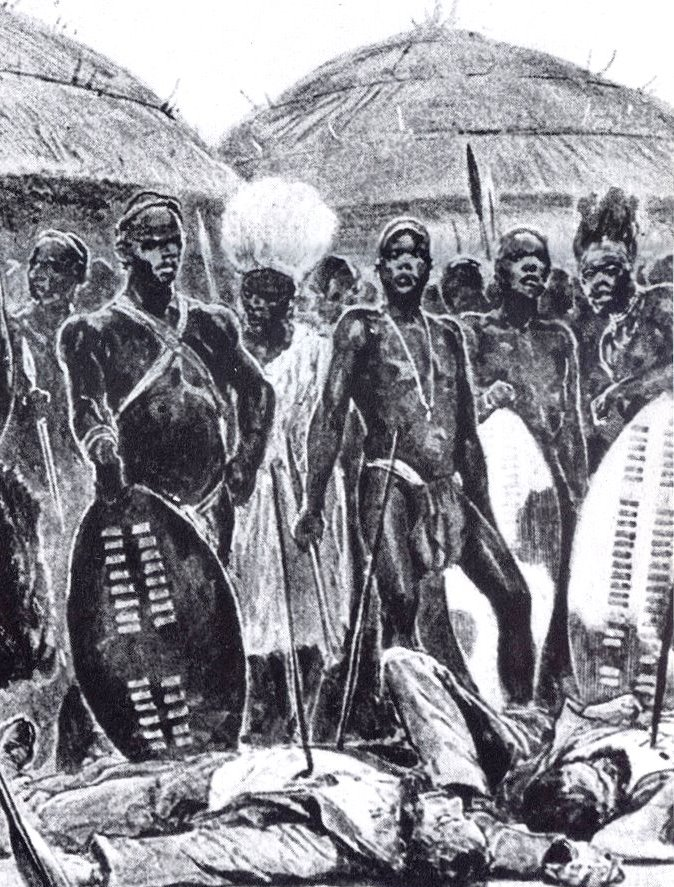
祖魯戰士與他們的盾，1847年畫作

於19世紀，與槍械很少接觸的非工業文明仍有使用盾。祖魯戰士們常攜帶一種名為Ishlangu的輕盾，它是由一條木脊支撐起一塊牛皮而成。這常與（assegai矛）及/或棍棒混合使用。
供保護。

## 現代

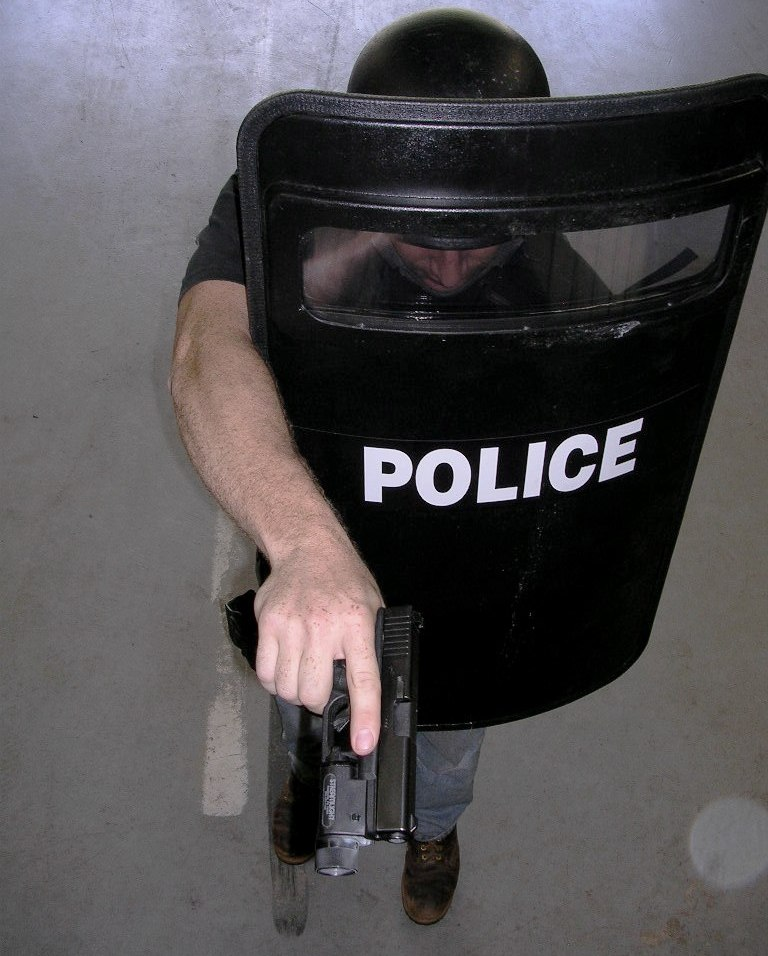
一位警員在使用防彈盾。

### 執法人員
現在，世界各地許多的警察機關仍使用盾牌對抗武力攻擊，這些現代的盾牌主要用作兩種不同用途。
第一種叫防暴盾，被用作控制暴亂，通常以金屬或合成物料製成，多為鎮暴部隊所使用。這些盾一般能阻擋石塊和玻璃瓶以至由拳頭和棍棒所做成的傷害。由合成物料製成的防暴盾通常為透明的，允許整個盾能被使用同時視線不會被阻擋。同樣地，金屬製防暴盾常擁有一個位於眼睛水平線上的小窗口。這種防暴盾牌普遍用於抵擋小型爆炸所產生的碎片、投擲物品、汽油彈，以及於近身攻擊中提供保護。
第二種稱作防彈盾，顧名思義，這種現代警盾用作抵抗武裝罪犯的槍械攻擊。由於需要有防彈功能，通常以更高級的合成物料製成，如克維拉等。它們通常由特種警察於高度危險的環境使用。

## 文獻
- Schulze, André(Hrsg.): Mittelalterliche Kampfesweisen. Band 2: Kriegshammer, Schild und Kolben. - Mainz am Rhein. : Zabern, 2007. - ISBN 3-8053-3736-1

## 外部連結
- （英文）Notes on Ancient Shields and Highland Targets, JAMES DRUMMOND, Archaeologica Scotica Vol 5 (1890) （页面存档备份，存于）
- （英文）The Shield: An Abridged History of its Use and Development，於 myArmoury.com 中的文章。
- （英文）The Shape of the Shield （页面存档备份，存于）, Baronage article on shield shapes in heraldry.
- （英文）Shields: History and Terminology （页面存档备份，存于） Anthropological Analysis